# جميل الذيابي
جميل الذيابي صحفي، وكاتب، ومحلل سياسي سعودي، كتب وعَمِل في عدد مِن الصحف المحلية السعودية والعربية. يشغل رئاسة تحرير صحيفة عكاظ من نوفبمر 2015. وكان قد عمل صحافيًا في جريدة الشرق الأوسط في لندن، ثم مديرًا لمكتب تلفزيون إل بي سي في السعودية، ثم التحق بصحيفة الحياة اللندنية بمنصب رئيس التحرير المساعد.

## الشهادات العلمية
- ماجستير في الديبلوماسية والإعلام (Westminster University) - بريطانيا.
- دراسة العلاقات الدولية (Reading University) - بريطانيا.
- دورات إعلامية تخصصية في مؤسسات إعلامية عربية وعالمية.

## الخبرات العملية
- صحيفة "الرياض" في 1994-1996م.
- صحافي في جريدة "الشرق الأوسط" في لندن.
- مدير مكتب تلفزيون "أل بي سي" في المملكة العربية السعودية.
- مسؤول تحرير صحيفة "الحياة" في مدينة جدة وممثل المدير الإقليمي للصحيفة من عام 2002 إلى عام 2005.
- المشرف العام على مدرسة "الحياة" الصحافية في السعودية والخليج منذ عام 2003.
- مؤسس مشروع الطبعات السعودية لصحيفة "الحياة" في 2005.
- عضو مجلس إدارة دار الحياة.
- عضو مجلس إدارة هيئة الصحافيين السعوديين دورة 2008 -2012.
- عضو زائر - نادي دبي للصحافة.
- عضو نقابة الصحافيين البريطانيين.
- كتب في صحف ومجلات سعودية وعربية.
- المدير العام لتحرير صحيفة "الحياة" في السعودية والخليج، من 2004 إلى ديسمبر 2010م.
- رئيس التحرير المساعد في صحيفة "الحياة" من ديسمبر 2010م إلى يونيو 2015.
- كاتب شبه يومي في صحيفة "الحياة" زاوية "جدار الماء".
- رئيس تحرير جريدة "عكاظ" من ديسمبر 2015م -

### المشاركات
- منتدى آفاق العلاقات العامة في جدة – متحدث، ديسمبر 2006.
- ملتقى شباب الأعمال في الرياض – رئيس جلسة، أبريل 2006.
- منتدى «لوفتهانزا» الإعلامي في برلين.
- عدة محاضرات في المعهد الملكي البريطاني في لندن.
- المنتدى الثاني لأسواق المال الخليجية في دبي – متحدث، مارس 2007.
- ندوة عن دور الإعلام في كلية البنات في الطائف – متحدث، مايو 2007.
- مؤتمر فكر السادس في المنامة – متحدث ديسمبر 2007.
- دورة إعلامية في واشنطن ونيويورك بدعوة من وزارة الخارجية الأميركية في 2004.
- المشاركة بتقديم ورقة بعنوان «من الفتوى الأرضية إلى الفتوى الفضائية» في فعاليات «منتدى الإعلام العربي» في دبي، أبريل 2009.
- المشاركة بتقديم ورقة بعنوان «أزمة الصحافة العربية» في الملتقى الإعلامي العربي في الكويت في أبريل 2008.
- المشاركة في أعمال «القمة العالمية لعواصم المستقبل» التي عقدت في عاصمة دولة الإمارات العربية المتحدة أبوظبي خلال الفترة من 13 إلى 15-1-2009.
- المشاركة في برامج حوارية وتحليلية في عدة قنوات تلفزيونية.
- المشاركة في تحليل العديد من الأحداث السياسية والاجتماعية في عدد من القنوات الفضائية.
- المشاركة في منتدى العلاقات العربية والدولية في الدوحة متحدثاً عن «دور التنوع المذهبي في دول منطقة الخليج» ديسمبر 2011م.
- محاضرة بعنوان «الإعلام الجديد وتأثيراته» في النادي الأدبي في الجوف- ديسمبر 2011م.
- عضو اللجنة التحكمية لجائزة الصحافة العربية ضمن فعاليات منتدى الاعلام العربي 2011.
- المشاركة في الدورة السابعة والستين للجمعية العامة للامم المتحدة، سبتمبر 2012.

## المؤلفات
- دراسة تحليلية بعنوان «الإعلام الخليجي بين الحرية والرقابة»، قدمت في المؤتمر السنوي الثالث عشر لمركز الدراسات والبحوث الإستراتيجية في ابوظبي في مارس 2007.
- كتاب بعنوان «إيران ورقصة السرطان» في نوفمبر 2010م.[2]

## جوائز
- جائزة العواد الإعلامية 2006[3]
- جائزة تريم وعبدالله عمران الصحفية 2016 [4]
- جائزة المنتدى السعودي للإعلام عن فئة «الحوار الصحفي» 2023.[5]